# Hoofdklasse hockey heren 1973/74
Het seizoen 1973/74 is de 1ste editie van de herenhoofdklasse waarin onder de KNHB-vlag om het Nederlands landskampioenschap hockey werd gestreden. 
De Hoofdklasse verenigde de sterkste hockeyclubs uit het hele land in één competitie en werd voorlopig alleen bij de heren ingevoerd. De puntentelling was 2 punten per overwinning en 1 per gelijkspel.
De heren van het Utrechtse Kampong legden beslag op de landstitel. Venlo en GCHC degradeerden rechtstreeks.

## Eindstand
Na 22 speelronden was de eindstand:
| #  | Club         | GS | W  | G | V  | P  | DV      | DT      | DS  |
| -- | ------------ | -- | -- | - | -- | -- | ------- | ------- | --- |
| 1  | Kampong      | 22 | 16 | 4 | 2  | 36 | 43 - 9  | 43 - 9  | +34 |
| 2  | Amsterdam    | 22 | 13 | 9 | 0  | 35 | 52 - 16 | 52 - 16 | +36 |
| 3  | HGC          | 22 | 12 | 3 | 7  | 27 | 39 - 28 | 39 - 28 | +11 |
| 4  | Schaerweijde | 22 | 10 | 7 | 5  | 27 | 31 -21  | 31 -21  | +10 |
| 5  | Hattem       | 22 | 9  | 5 | 8  | 23 | 30 - 32 | 30 - 32 | -2  |
| 6  | MEP          | 22 | 6  | 9 | 7  | 21 | 22 - 24 | 22 - 24 | -2  |
| 7  | Gron.Studs   | 22 | 8  | 5 | 9  | 21 | 24 - 33 | 24 - 33 | -9  |
| 8  | EMHC         | 22 | 6  | 8 | 8  | 20 | 21 - 22 | 21 - 22 | -1  |
| 9  | HTCC         | 22 | 7  | 5 | 10 | 19 | 33 - 26 | 33 - 26 | -7  |
| 10 | Nijmegen     | 22 | 6  | 7 | 9  | 19 | 18 - 21 | 18 - 21 | -3  |
| 11 | Venlo        | 22 | 4  | 5 | 13 | 13 | 15 - 33 | 15 - 33 | -18 |
| 12 | GCHC         | 22 | 0  | 3 | 19 | 3  | 5 - 62  | 5 - 62  | -57 |

### Legenda
| Afk.    | Betekenis                                                   |
| ------- | ----------------------------------------------------------- |
| GS      | aantal gespeelde wedstrijden                                |
| W       | aantal gewonnen wedstrijden                                 |
| G       | aantal gelijk gespeelde wedstrijden                         |
| V       | aantal verloren wedstrijden                                 |
| P       | totaal aantal punten                                        |
| DV      | aantal gemaakte doelpunten                                  |
| DT      | aantal doelpunten tegen                                     |
| DS      | doelsaldo                                                   |
| Kampong | Landskampioen Kampong plaatst zich voor de Europacup I 1975 |
| Venlo   | EMHC en GCHC zijn rechtstreeks gedegradeerd                 |

Nederlands landskampioenschap:

1897/98 ·
1898/99 ·
1899/00 ·
1900/01 ·
1901/02 ·
1902/03 ·
1903/04 ·
1904/05 ·
1905/06 ·
1906/07 ·
1907/08 ·
1908/09 ·
1909/10 ·
1910/11 ·
1911/12 ·
1912/13 ·
1913/14 ·
1914/15 ·
1915/16 ·
1916/17 ·
1917/18 ·
1918/19 ·
1919/20 ·
1920/21 ·
1921/22 ·
1922/23 ·
1923/24 ·
1924/25 ·
1925/26 ·
1926/27 ·
1927/28 ·
1928/29 ·
1929/30 ·
1930/31 ·
1931/32 ·
1932/33 ·
1933/34 ·
1934/35 ·
1935/36 ·
1936/37 ·
1937/38 ·
1938/39 ·
1939/40 ·
1940/41 ·
1941/42 ·
1942/43 ·
1943/44 ·
1944/45 ·
1945/46 ·
1946/47 ·
1947/48 ·
1948/49 ·
1949/50 ·
1950/51 ·
1951/52 ·
1952/53 ·
1953/54 ·
1954/55 ·
1955/56 ·
1956/57 ·
1957/58 ·
1958/59 ·
1959/60 ·
1960/61 ·
1961/62 ·
1962/63 ·
1963/64 ·
1964/65 ·
1965/66 ·
1966/67 ·
1967/68 ·
1968/69 ·
1969/70 ·
1970/71 ·
1971/72 ·
1972/73
Hoofdklasse heren:

1973/74 · 
1974/75 · 
1975/76 · 
1976/77 · 
1977/78 · 
1978/79 · 
1979/80 · 
1980/81 · 
1981/82 · 
1982/83 · 
1983/84 · 
1984/85 · 
1985/86 · 
1986/87 · 
1987/88 · 
1988/89 · 
1989/90 · 
1990/91 · 
1991/92 · 
1992/93 · 
1993/94 · 
1994/95 · 
1995/96 · 
1996/97 · 
1997/98 · 
1998/99 · 
1999/00 · 
2000/01 · 
2001/02 · 
2002/03 · 
2003/04 · 
2004/05 · 
2005/06 · 
2006/07 · 
2007/08 · 
2008/09 · 
2009/10 · 
2010/11 · 
2011/12 · 
2012/13 ·
2013/14 ·
2014/15 ·
2015/16 ·
2016/17 ·
2017/18 ·
2018/19 ·
2019/20 ·
2020/21 ·
2021/22 ·
2022/23 ·
2023/24 ·
2024/25 ·
Nederlandse competities: Hoofdklasse (zaal) · Promotieklasse · Overgangsklasse · Eerste klasse · Tweede klasse · Derde klasse · Vierde klasse · Gold Cup · Silver Cup

Nederlands kampioenschap: Lijst van Nederlandse landskampioenen hockey · Lijst van Nederlandse landskampioenen zaalhockey

Europese competities: Euro Hockey League · Europacup I · Europa Cup II · Europacup zaalhockey